# Szürkefejű zöldgalamb
A szürkefejű zöldgalamb (Treron olax) a madarak osztályának galambalakúak (Columbiformes) rendjébe és a galambfélék (Columbidae) családjába tartozó faj.

## Rendszerezése
A fajt Coenraad Jacob Temminck német ornitológus írta le 1823-ban, a Columba nembe Columba olax néven.

## Előfordulása
Brunei, Indonézia, Malajzia, Szingapúr és Thaiföld területén honos. Természetes élőhelyei a szubtrópusi vagy trópusi síkvidéki esőerdők, valamint legelők és vidéki kertek. Vonuló faj.

## Megjelenése
Testhossza 22 centiméter.

## Természetvédelmi helyzete
Az elterjedési területe még rendkívül nagy, egyedszáma ugyan csökken, de még nem éri el a kritikus szintet. A Természetvédelmi Világszövetség Vörös listáján nem fenyegetett fajként szerepel.